# トンマーゾ・トラエッタ

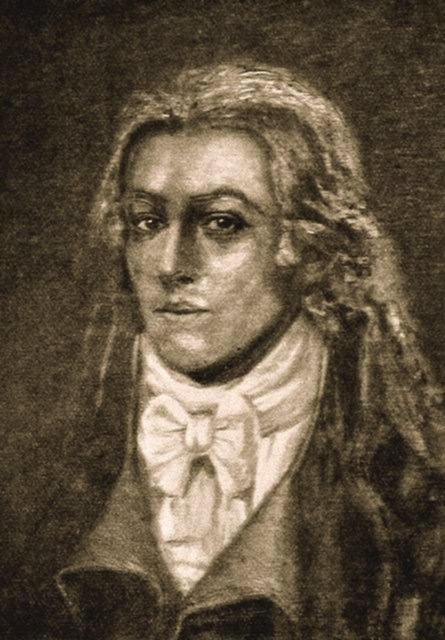
トラエッタ

トンマーゾ・ミケーレ・フランチェスコ・サヴェーリオ・トラエッタ（Tommaso Michele Francesco Saverio Traetta, 1727年3月30日 - 1779年4月6日）は、イタリアの作曲家。

## 生涯と彼を取り巻く情勢

### 前半生
トラエッタは、バーリ近郊の町ビトントに生まれた。彼は作曲家・歌手・教師であるニコラ・ポルポラに弟子入りし、1751年にナポリで上演されたオペラ「ファルナーチェ Il Farnace」で最初の成功を収めた。この頃、彼はニコロ・ヨンメッリと出会っていたようである。この時期から、トラエッタは国中から委託を受けるようになり、一般的なクラシック音楽のあらゆるジャンルに手を出したという。その後1759年に不都合な出来事が起こり、トラエッタのオペラに対する再考のきっかけとなった。そして彼はパルマの宮廷音楽家の地位についている。

### パルマの情勢とトラエッタ
当時のパルマは、大規模な体制の中にある都市とは言い難い小規模な公国であったと言わざるを得ないが、在職中の公がスペイン人でその夫人がフランス人であるという風変わりな公国であった。パルマは通常、統治者がオーストリア人とスペイン人との間で交代しており、当時の公はフェリペ王子であった。そしてこの公はフランス王ルイ14世の長女と結婚した（これはヨーロッパの歴史上でも相当複雑な王朝間での結婚である）。その結果、当時のパルマにはあらゆるものをフランス風のものにしようとする熱狂が生まれ、特にヴェルサイユの輝かしさを定着させようとしていた。そのためパルマにはジャン＝フィリップ・ラモーの影響が及んだ。そしてトラエッタのオペラが新たな方向を目指し始めたのもパルマでのことであった。そして、彼が1772年にサンクトペテルブルクで上演されたオペラ「アンティゴナ Antigona」は、疑いなく彼の作品の中で最も先見的で、しばしばグルックと関連づけられるが実際には当時のほかの数名の作曲家たちにも考えられていた有名な改革的観念に彼が最も近づいた作品である。
パルマのブルボン公の宮廷で、トラエッタは突然フランスの新しい空気の中に放り込まれた。1759年にパルマで彼は多くの重要な協力者を得た。運の良いことにその中にはオペラの担当者として、パリで教育を受けた非常に教養の深いフランス人ギヨーム・デュ・ティロがいた。彼はフェリペ王子の第一の大臣としての数多くの責務の中でも、特に完璧な文化的責務をもつ人物であった。大規模で劇的な演出の点から見た全体的な様式の影響と、独特の音楽的な借用の点から判断すると、トラエッタはラモーのオペラのコピーや報告を手に入れるためにパルマに出入りしていた。その影響で、トラエッタは自分の作品にいくたりかの構成要素（特に、メロディおよびオーケストラの利用という形での劇的特色）を付け加えている。その結果、イタリア・フランスおよびドイツの要素が合わさった作風が生まれ、その中には数年後により北方で流行するシュトゥルム・ウント・ドラング運動も予見されている。
このフランス贔屓が最初に結実したのが、トラエッタが1759年に製作したオペラ「イッポリートとアリシア Ippolito ed Aricia」である。この作品は、ラモーが1733年に製作した悲劇叙事詩の大作「イポリートとアリシー Hippolyte et Aricie」によるところの大きい作品であるが、トラエッタの作品はラモーの作品の単なる翻訳に留まらない。パルマでのトラエッタの台本作家であったフルゴーニが、ラシーヌ作品をもとにしたキノーによるフランス版の台本を、究極的には古代ギリシアのエウリピデスによる「ヒッポリュトス」を原点とする方向へ作りかえた。フルゴーニはいくつかの重要なフランス的要素は残していた。慣習的な三幕構成に対して五幕で構成されていること、フランス的な光景・演出（特にそれぞれの幕の最後のダンスやディベルティスマン）が時折使用されること、そしてハッセやグラウン、ヨンメッリらに比べてより精巧な合唱の使用などである。

### 後半生
続く1760年代、トラエッタは絶え間なく作曲を続けたが、その作品はオペラ・セリアばかりではなかった。一連の喜劇作品も存在し、またロシア皇帝の頼みにより作曲された宗教音楽もあったことは言うまでもない。しかし、皇族が命じていたのはオペラ・セリアであった。トラエッタが最初にエカチェリーナ2世のために作ったオペラは、彼の初期の作品の再上演や修正版がほとんどであったようである。しかし1772年には「アンティゴナ」が製作された—そして、（トラエッタ自身の性癖、台本作家マルコ・コルテッリーニの煽動、ソプラノ歌手カテリーナ・ガブリエッリの有用性などが考えられるが）理由は何であれ、この新しいオペラは、彼がパルマにいた時さえ探求することのなかった感性と強烈さの領域に到達するものであった。
エカチェリーナ2世の宮廷オペラは冬宮殿自体の内部にある劇場で上演された。この宮殿は、エルミタージュ美術館など、サンクトペテルブルクの様々な建物を製作したイタリア人建築家バルトロメオ・フランチェスコ・ラストレッリによって製作された。この劇場は女帝自身の部屋に非常に近いところ—実際、近すぎると言えるほど—に位置していた。1783年、つまりトラエッタが亡くなった少し後、女帝はこの劇場を閉鎖して新しいものを建てることを要求している。その数年前には彼女は前任者の気に入りであった建築家のラストレッリを解雇している。トラエッタもまた退去しなければならなくなり、1775年にサンクトペテルブルクを去り、オペラ作曲家としての旅回りの生活を再開し、ロンドンで2つのオペラ作品：「ジェルモンド Germondo」（1776年）と「テレマーコ Telemaco」（1777年）を製作している。これらは、非凡な作品とは言いがたいもののようである。
トラエッタは2年後の1779年4月にヴェネツィアで逝去し、その頃からオペラ・セリアは、芸術・財政など様々な理由から、消滅の危機に瀕することとなった。しかし、ある天才の登場により、しばらくオペラ・セリアは生きながらえた—その天才とは、ヴォルフガング・アマデウス・モーツァルトである。